# Médaille Julian C. Smith
La médaille Julian C. Smith a été instituée en 1939 par des membres de l'Institut canadien des ingénieurs pour honorer la mémoire de Julian Cleveland Smith, ancien président de l'institut. La médaille souligne une réalisation contribuant au développement du Canada.

## Lauréats
- 1940
  - William D. Black
  - Richard J. Durley
  - Augustin Frigon
  - Francis W. Gray
  - Sir Herbert Holt
  - Richard S. Lea
  - Beaudry Leman
  - Charles A. Mcgrath

- 1941
  - William G. Murrin
  - Wilbert G. Mcbride
  - Ernest W. Stedman

- 1942
  - Henry G. Acres
  - Robert M. Smith

- 1943
  - George J. Desbarats
  - Fred H. Sexton

- 1944
  - Edward P. Fetherstonhaugh
  - John A. Wilson

- 1945
  - Alexander J. Grant
  - George A. Walkem

- 1946
  - Charles Camsell
  - John B. Challies

- 1947
  - Penrose M. Sauder
  - Philip L. Pratley

- 1948
  - Randolphe W. Diamond

- 1949
  - Geoffrey A. Gaherty
  - James A. Mccrory

- 1950
  - Clement M. Anson
  - Charles P. Edwards

- 1951
  - Fred V. Seibert
  - Richard L. Weldon

- 1952
  - John E. Armstrong
  - Maxwell V. Sauer

- 1953
  - Richard E. Chadwick
  - Dormer S. Ellis

- 1954
  - William G. Swan
  - Richard L. Hearn

- 1955
  - Adrien Pouliot
  - Howard Kennedy

- 1956
  - Edward V. Buchanan

- 1957
  - Richard E. Heartz
  - Robert E. Jamieson

- 1958
  - Norris R. Crump
  - Joseph-Alphonse Ouimet

- 1959
  - Clarence D. Howe
  - Hugh A. Young

- 1960
  - Arthur Duperron

- 1961
  - Thomas W. Eadie
  - Frederick H. Peters

- 1962
  - Hector Cimon
  - John B. Stirling

- 1963
  - Harry G. Thompson

- 1964
  - Donald M. Stephens
  - T.M. Patterson

- 1965
  - Hugh G. Conn

- 1966
  - J.C. Sproule

- 1967
  - John L. Charles
  - Robert F. Shaw

- 1968
  - Irving R. Tait
  - Robert H. Winters

- 1970
  - Robert F. Legget
  - François Rousseau

- 1971
  - Russell Harrington
  - Louis-Philippe Bonneau

- 1972
  - Alex G. Lester
  - Ross Lord

- 1973
  - Elsie Gregory Macgill

- 1974
  - James O. Dineen
  - George E. Humphries

- 1975
  - Guy Saint-Pierre
  - Jack Davies

- 1976
  - Austin Wright
  - James W. Kerr

- 1978
  - Josef Kates
  - Harold L. Macklin
  - Robert M. Hardy
  - Colin D. Dicenzo

- 1979
  - Camille A. Dagenais
  - Ian A. Gray

- 1980
  - J.K. Conrad Mulherin
  - George Sinclair

- 1981
  - Donald L. Allen
  - Carson F. Morrison

- 1982
  - Neil B. Hutcheon
  - G. Geoffrey Meyerhof

- 1983
  - Walter F. Light

- 1984
  - James W. Maclaren
  - Douglas T. Wright

- 1985
  - Bernard Lamarre

- 1986
  - William H. Gauvin
  - Donald R. Stanley

- 1987
  - Donald A. Chisholm
  - Jack I. Clark
  - John S. Foster
  - James J. Mardon

- 1988
  - Richard D. Hiscocks
  - Lloyd R. Mcginnis

- 1989
  - Carl B. Crawford
  - John Fox

- 1990
  - James R. Mcfarlane
  - Robert Stollery

- 1991
  - Victor Milligan
  - Hugh C. Rynard

- 1992
  - Angus A. Bruneau
  - Roland Doré

- 1993
  - Alan G. Davenport
  - Leslie W. Shemilt

- 1994
  - Peter N. Nikiforuk
  - Peter Smith

- 1995
  - Armand Couture
  - Martha Eva Salcudean

- 1996
  - Leslie Gordon Jaeger
  - Wallace S. Read

- 1997
  - Thomas A. Brzustowski
  - James G. Macgregor

- 1998
  - Robert Blair
  - Roger A. Dorton

- 1999
  - Jack D. Mollard
  - Archibald N. Sherbourne

- 2000
  - Nicolas D. Georganas
  - Clifford D. Smith

- 2001
  - Mohamed El-Hawary
  - François Tavenas

- 2002 - Aucune remise

- 2003
  - Gary C. Bruce

- 2004
  - David E. Allen
  - Edward C. Mcroberts

- 2005
  - Don Hayley
  - Michael Isaacson

- 2006
  - Hussein Mouftah
  - David Cruden

- 2007
  - Marc Allen Rosen
  - David W. Devenny

- 2008
  - Colin A. Franklin
  - Branko Ladanyi

- 2009
  - Peter M. Byrne
  - Delwyn G. Fredlund

- 2010
  - Dennis Becker
  - Chul Park

- 2011
  - Robert C. Andrews

- 2012
  - Javad Mostagami
  - Fred Matich